# Cardinal fracamente compacto
Em matemática, um cardinal fracamente compacto é um certo tipo de número cardinal introduzido por Erdős & Tarski (1961) ; cardinais fracamente compactos são cardinais grandes, o que significa que sua existência não pode ser provada pelos axiomas padrão da teoria dos conjuntos . (Tarski originalmente os chamou de cardeais "não fortemente incompactos".)
Formalmente, um cardinal κ é definido como fracamente compacto se for incontável e para cada função f : [κ] 2 → {0, 1} há um conjunto de cardinalidade κ que é homogêneo para f . Neste contexto, [κ] 2 significa o conjunto de subconjuntos de 2 elementos de κ, e um subconjunto S de κ é homogêneo para f se e somente se todos os [ S ] 2 mapeiam para 0 ou todos eles mapeiam para 1.
O nome "fracamente compacto" se refere ao fato de que se um cardinal é fracamente compacto então uma certa linguagem infinitária relacionada satisfaz uma versão do teorema da compacidade ; veja abaixo.

## Formulações equivalentes
Os seguintes são equivalentes para qualquer cardinal incontável κ:
1. κ is weakly compact.
2. for every λ<κ, natural number n ≥ 2, and function f: [κ]n → λ, there is a set of cardinality κ that is homogeneous for f. (Drake 1974, chapter 7 theorem 3.5)
3. κ is inaccessible and has the tree property, that is, every tree of height κ has either a level of size κ or a branch of size κ.
4. Every linear order of cardinality κ has an ascending or a descending sequence of order type κ. (W. W. Comfort, S. Negrepontis, The Theory of Ultrafilters, p.185)
5. κ is {\displaystyle \Pi _{1}^{1}}-indescribable.
6. κ has the extension property. In other words, for all U ⊂ Vκ there exists a transitive set X with κ ∈ X, and a subset S ⊂ X, such that (Vκ, ∈, U) is an elementary substructure of (X, ∈, S). Here, U and S are regarded as unary predicates.
7. For every set S of cardinality κ of subsets of κ, there is a non-trivial κ-complete filter that decides S.
8. κ is κ-unfoldable.
9. κ is inaccessible and the infinitary language Lκ,κ satisfies the weak compactness theorem.
10. κ is inaccessible and the infinitary language Lκ,ω satisfies the weak compactness theorem.
11. κ is inaccessible and for every transitive set {\displaystyle M} of cardinality κ with κ {\displaystyle \in M}, {\displaystyle {}^{<\kappa }M\subset M}, and satisfying a sufficiently large fragment of ZFC, there is an elementary embedding {\displaystyle j} from {\displaystyle M} to a transitive set {\displaystyle N} of cardinality κ such that {\displaystyle ^{<\kappa }N\subset N}, with critical point {\displaystyle crit(j)=}κ. (Hauser 1991, Theorem 1.3)
12. {\displaystyle \kappa =\kappa ^{<\kappa }} ({\displaystyle \kappa ^{<\kappa }} defined as {\displaystyle \sum _{\lambda <\kappa }\kappa ^{\lambda }}) and every {\displaystyle \kappa }-complete filter of a {\displaystyle \kappa }-complete field of sets of cardinality {\displaystyle \leq \kappa } is contained in a {\displaystyle \kappa }-complete ultrafilter. (W. W. Comfort, S. Negrepontis, The Theory of Ultrafilters, p.185)
13. {\displaystyle \kappa } has Alexander's property, i.e. for any space {\displaystyle X} with a {\displaystyle \kappa }-subbase {\displaystyle {\mathcal {A}}} with cardinality {\displaystyle \leq \kappa }, and every cover of {\displaystyle X} by elements of {\displaystyle {\mathcal {A}}} has a subcover of cardinality {\displaystyle <\kappa }, then {\displaystyle X} is {\displaystyle \kappa }-compact. (W. W. Comfort, S. Negrepontis, The Theory of Ultrafilters, p.182--185)
14. {\displaystyle (2^{\kappa })_{\kappa }} is {\displaystyle \kappa }-compact. (W. W. Comfort, S. Negrepontis, The Theory of Ultrafilters, p.185)

Diz-se que uma linguagem L κ,κ satisfaz o teorema da compacidade fraca se sempre que Σ for um conjunto de sentenças de cardinalidade no máximo κ e cada subconjunto com menos de κ elementos tiver um modelo, então Σ tem um modelo. Cardeais fortemente compactos são definidos de maneira semelhante, sem a restrição da cardinalidade do conjunto de sentenças.

## Propriedades
Todo cardeal fracamente compacto é um cardeal refletor e também é um limite de cardeais refletores. Isso significa também que cardeais fracamente compactos são cardeais de Mahlo, e o conjunto de cardeais de Mahlo menores que um dado cardeal fracamente compacto é estacionário.
Todo cardeal fracamente compacto é um cardeal refletor e também é um limite de cardeais refletores. Isso significa também que cardeais fracamente compactos são cardeais de Mahlo, e o conjunto de cardeais de Mahlo menores que um dado cardeal fracamente compacto é estacionário .
Se {\displaystyle \kappa } é fracamente compacto, então há cadeias de extensões elementares bem fundamentadas de {\displaystyle (V_{\kappa },\in )} de comprimento arbitrário {\displaystyle <\kappa ^{+}} . pág.6
Os cardeais fracamente compactos permanecem fracamente compactos em {\displaystyle L} . Assumindo V = L, um cardinal é fracamente compacto se for 2-estacionário.

## Citações
1. ↑  Villaveces, Andres (1996). «Chains of End Elementary Extensions of Models of Set Theory». arXiv:math/9611209
2. ↑  T. Jech, 'Set Theory: The third millennium edition' (2003)
3. ↑  Bagaria, Magidor, Mancilla. On the Consistency Strength of Hyperstationarity, p.3. (2019)